# Таблица смертности
Таблица смертности (также таблица дожития) — упорядоченный по возрасту ряд чисел, характеризующий порядок вымирания поколения людей, один из важнейших инструментов демографической статистики, широко используется на практике в страховании (см. Актуарные расчёты).

## Классификация таблиц смертности
- по полу;
- по типу поселения (таблицы смертности городского и сельского населения);
- полные (включающие все возраста) и краткие (включающие возраста 0, 1, 5, 10, 15,…) таблицы смертности;
- таблицы смертности условного и реального поколения (последние рассчитываются крайне редко и только в научных целях).

## Показатели таблицы и их общепринятые обозначения
- х — возраст (от 0 до 100 лет; встречаются и другие верхние границы, например, 80 или 85 лет);
- lx («эль малое икс») — точное число доживающих до возраста х лет (l0 обычно принимается за 100000);
- dx= lx -lx+1— число умирающих при переходе от возраста х к возрасту х+1 лет;
- qx=dx / lx — вероятность умереть при переходе от возраста х к возрасту х+1 лет;
- рx=1-qx — вероятность дожития до возраста х+1 лет для лиц в точном возрасте х лет;
- Lx («эль большое икс») — среднее число живущих в возрасте х (с точки зрения демографии, это число человеко-лет, прожитых поколением в возрасте х), обычно[1] рассчитывается как среднее арифметическое между lx и lx+1 для всех возрастов, кроме 0 (L0 рассчитывается по особой формуле ввиду крайней неравномерности распределения младенческой смертности);
- Тx — число человеко-лет, которое предстоит прожить совокупности людей, находящихся в возрасте х лет (сумма Lx от возраста х до верхнего возрастного предела таблицы);
- еx=Тx / lx — средняя ожидаемая продолжительность предстоящей жизни в возрасте х лет. Как правило, под ожидаемой продолжительностью жизни (ОПЖ) понимают ожидаемую продолжительность жизни при рождении, то есть е0, которая и является итоговым показателем таблицы смертности. ОПЖ — вовсе не средний возраст смерти, а число лет, которое в среднем предстоит прожить индивидам данного возраста, если на протяжении всей их жизни, до полного вымирания поколения, сохранится данный режим смертности[2], то есть повозрастные коэффициенты смертности останутся неизменными. Таким образом, ОПЖ при рождении является интегральным индикатором смертности в данный момент времени, не зависящим от возрастной структуры населения. Снижение или рост ОПЖ обуславливается динамикой смертности во всех возрастных группах населения.

## Методы построения таблиц смертности
- Метод Бёка
- Метод Буняковского

## Исторический очерк
Древнейшей дошедшей до нас таблицей смертности является таблица Ульпиана (II—III век н. э.).
Первая[уточнить] попытка построения таблицы смертности (для населения Лондона) принадлежит Джону Граунту (1662 год), однако только в 1693 году Э. Галлей построил достаточно полную таблицу. В России первую таблицу в начале XIX века построил К. Ф. Герман.